# Пак Сонён
Пак Сонён (кор. 박선영, кит. 朴善英; род. 12 августа 1993 года, более известная как Луна) — южнокорейская певица, актриса и ведущая. Наиболее известна как главная вокалистка и ведущий танцор гёрл-группы f(x).
Сольный дебют Луны состоялся 31 мая 2016 года с выходом мини-альбома Free Somebody.

## Биография
Пак Сонён родилась 12 августа 1993 года в Сеуле, Республика Корея в семье исполнителей классической музыки. У неё есть старший брат и старшая сестра-близнец — Пак Чжинён. Луна стала единственным членом семьи, который не занимается исполнением классической музыки.

## Карьера

### 2006—2010: начало карьеры и дебют в f(x)

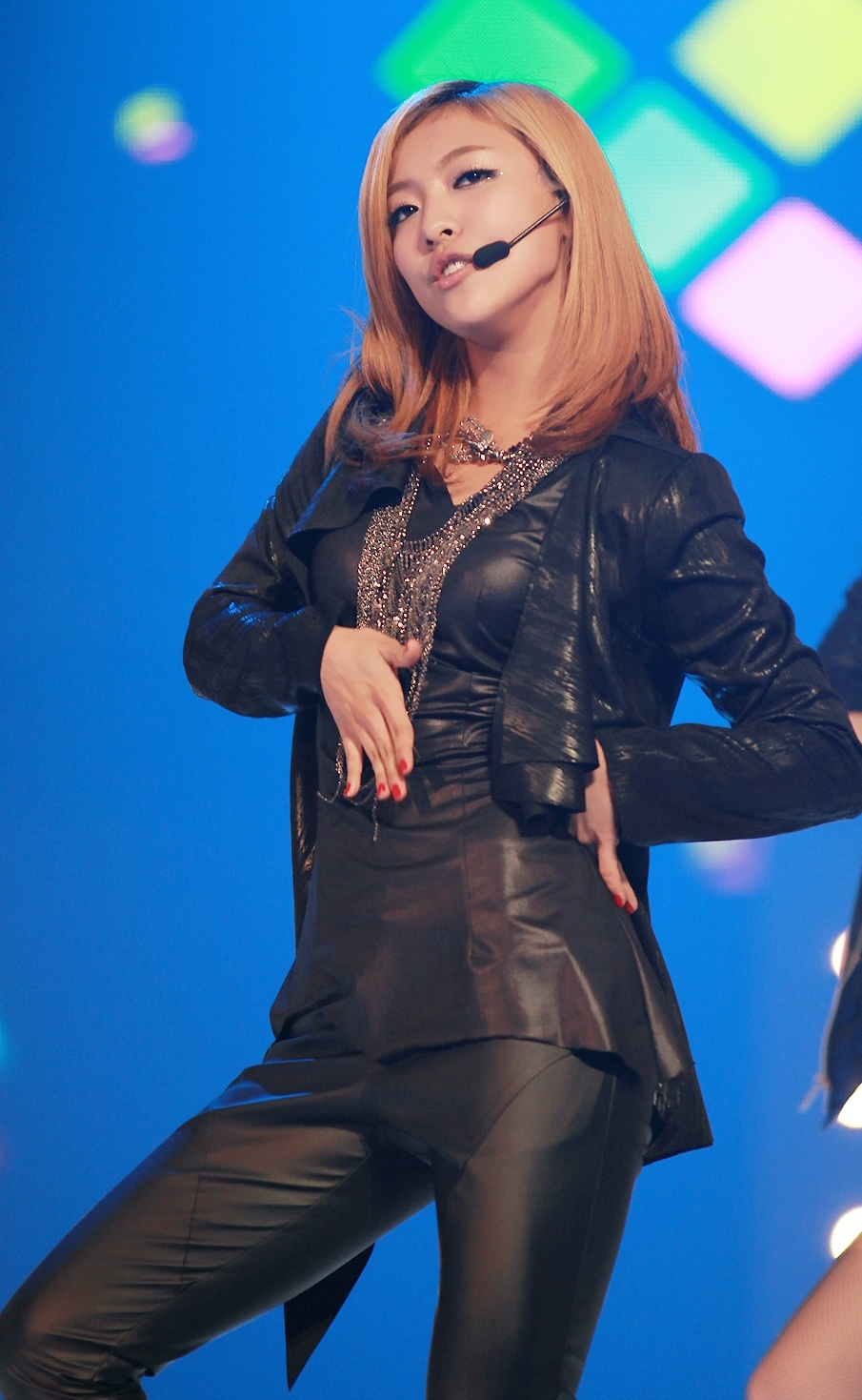
Луна на KBS Gayo Dejun, декабрь 2010 года

В 2006 году Сонён была замечена агентами S.M. Entertainment после участия в телешоу «Правдивая игра». 1 сентября 2009 года она дебютировала в гёрл-группе f(x), взяв сценический псевдоним Луна. Через некоторое время после дебюта Пак начала заниматься деятельностью вне f(x). В 2010 году Луна стала постоянной участницей шоу «Звёздный король», за участие в котором получила награду «Новичок Года» на SBS Entertainment Awards. В том же году она записала сингл «Let Go» для Саммита G-20 в Сеуле, где помимо неё приняли участие Сонмин (Super Junior), Сохён (Girls’ Generation), Джонхён (SHINee), которые также являются артистами S.M., и ещё ряд популярных южнокорейских айдолов. Для дорамы «Президент» она выпустила саундтрек «And I Love You» совместно с Йесоном (Super Junior), а также сольный саундтрек «Beautiful Day» для дорамы «Прошу, женись на мне».

### 2011—2015: сольная деятельность

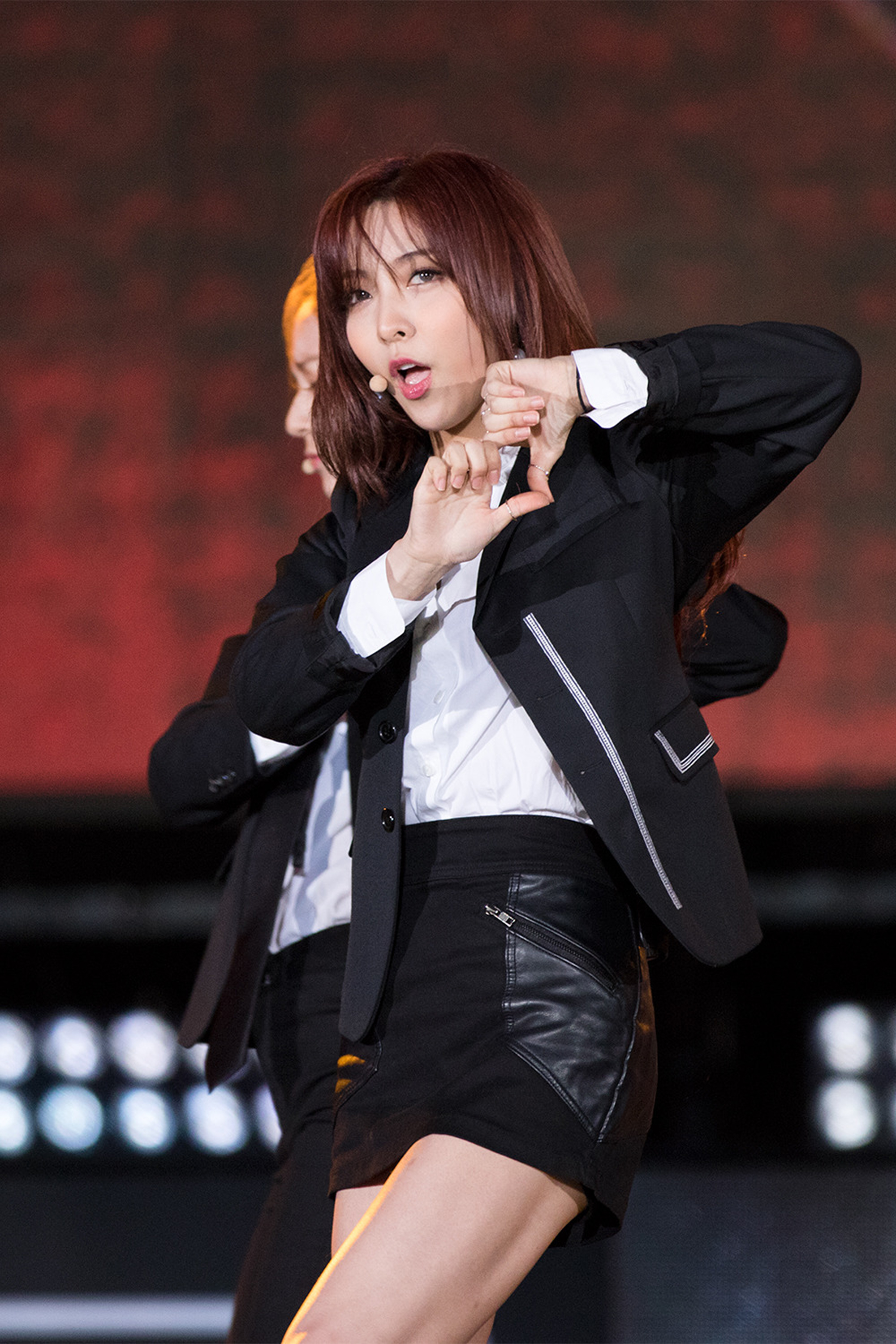
Луна на K-Pop Festival в Чеджудо, октябрь 2015 года

В 2011 году Луна дебютировала в качестве актрисы мюзиклов в «Блондинке в законе», исполнив роль Эль Вудс. В апреле стала ведущей The Show с Хёсон из Secret. В декабре состоялся показ дорамы «Жизнь аджуммы Бон Шиль», где Пак исполнила роль Со Ин Ён — студентки колледжа и младшей дочери главной героини. Это ознаменовало актёрский дебют Луны на телевидении вместе с Кю Джоном из SS501.
В 2012 году Луна приняла участие во втором сезоне шоу «Бессмертная песня», где исполнила композицию «I Can’t Know» Magma. С выступлением ей удалось выиграть первое место. Однако вскоре ей пришлось покинуть программу из-за занятости в расписании f(x). 22 августа вместе с Санни она выпустила саундтрек «It’s Me» к дораме «Для тебя во всём цвету», где главные роли исполнили Минхо (SHINee) и Солли, одногруппница Луны. 8 декабря для дорамы «Алиса из Чхондам-дона» Луна выпустила сольный саундтрек «It’s Okay». В 2013 году Пак вернулась на сцену театра для исполнения роли Габриэллы Монтес в корейской адаптации «Классного мюзикла». Специально для мюзикла она записала дуэт «Start of Something New» с Рёуком (Super Junior), который также исполнил в постановке одну из главных ролей. Для мультфильма «Семейка Крудс» вместе с Кюхёном (Super Junior) Пак записала саундтрек «Shine Your Way». 31 июля состоялась премьера песни «U+Me», которая стала опенингом для игры TalesWeaver компании Softmax.
В июле 2014 года Луна приняла участие в записи дебютного сингла «Dream Drive» международного проекта Play the Siren. Четырьмя месяцами ранее, в марте, было подтверждено её участие в шоу «Танцевальная битва Кореи», где она предстала в качестве МС. Также было анонсировано участие Луны в первом голографическом мюзикле S.M. Entertainment «Школа Оз», где она исполнила роль Дианы.
В марте 2015 года Пак получила главную женскую роль в веб-дораме «Прыгунья», где помимо неё сыграли Ю-Квон и БиБом из Block B, что ознаменовало первый раз, когда девушка получила главную роль в дораме. Затем она получила главную женскую роль в детском фильме «Грозная семейка». В том же году Луна участвовала в популярном шоу «Лучший певец в маске», и получила хорошие отзывы о своём выступлении от публики. 10 мая она выпустила цифровой сингл «Don’t Cry For Me», ремейк популярного хита 1986 года певицы Ли Ха Ын, чтобы отблагодарить фанатов за поддержку, которую ей оказывали, когда она участвовала в программе. Спустя три года с момента первого участия Луна также вернулась на шоу «Бессмертная песня», чтобы исполнить классический хит «Salt Doll». В июле было подтверждено участие Пак в корейской адаптации бродвейского мюзикла «В высотах». 27 декабря Луна выступила вместе с Эйли, Ынджи (A Pink) и Солой (Mamamoo) на ежегодном музыкальном фестивале SBS Gayo Daejeon с песней «I’m Okay» Джинджу.

### 2016—2017: мини-альбом «Free Somebody» и роли в мюзиклах

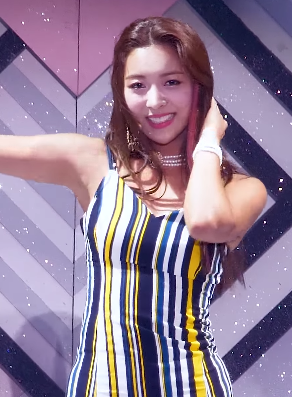
Луна на SMTOWN World Tour V в Сеуле, июль 2017 года

В апреле 2016 года Луна стала одной из заменённых ведущих на шоу «Добейся красоты» телеканала OnStyle. 6 мая был выпущен цифровой сингл «Wave» в рамках проекта SM Station, записанный с Эмбер, R3hab и Xavi&Gi. 17 мая появились слухи о том, что в середине июня состоится дебют Пак в качестве сольной исполнительницы. 26 мая эта информация была подтверждена, а также были опубликованы тизеры к видеоклипу. 31 мая состоялся выход дебютного мини-альбома Free Somebody. По результатам первой недели продаж он дебютировал на 5 месте в Gaon Album Chart.
В августе Луна вернулась в мюзикл «В высотах» специально для гастролей в Японии. В том же месяце она создала собственный канала на YouTube — «Алфавит Луны», в котором публикует блоги два раза в неделю. 2 октября был выпущен ещё один сингл в рамках SM Station — «Heartbeat», записанный при участии Эмбер, Ферри Корстена и Kago Pengchi. 16 декабря Луна участвовала в SM Station ещё раз, но уже записав дуэт «It’s You» с Шин Ён Чжэ. 30 декабря SM Station выпустили свой финальный сингл в 2016 году — «Sound of Your Heart», записанный с Йесоном, Санни, Сыльги и Вэнди (Red Velvet), Тхэилем и Доёном (NCT), а также Ли Дон У.
В январе 2017 года было подтверждено участие Луны в шоу «Сильные девушки» с Пак Бо Рам, Цао Лу (Fiestar), Ёнчжи (KARA) и Giant Pink. 12 января была выпущена совместная песня Пак с Чунхёном (Highlight) и Чон Хо Доном, названная «Tell Me It’s Okay». В тот же день была подтверждена её коллаборация с Хани (EXID) и Солой, релиз которой состоялся 19 января. 28 января вместе со своей сестрой Луна выступила в шоу «Бессмертная песня», исполнив балладу «Father», и выиграла первое место. 30 мая было подтверждено её участие в мюзикле «Ребекка». 15 июля был выпущен саундтрек к дораме «Плохой вор, хороший вор». Месяц спустя был выпущен саундтрек к исторической дораме «Влюблённый король».
16 октября было объявлено, что Луна будет участвовать в мюзикле «Последний поцелуй». 17 ноября она приняла участие в записи международной версии саундтрека «This Is Me» из фильма «Величайший шоумен». 15 декабря Луна выпустила свой сольный кавер на эту песню.

### С 2018 года: сольные синглы и уход из S.M. Entertainment
5 января 2018 года был выпущен сингл «Lower» в рамках проекта SM Station, записанный при участии Эмбер. 24 апреля был выпущен сингловый альбом That Kind of Night 3 января 2019 года Луна выпустила новый сингл под названием «Even So», в том числе два би-сайд трека, «안녕 이대로 안녕 (Bye Bye)» и «Do you love me» с участием корейско-американского певца Йохана Кима.
5 сентября 2019 года SM Entertainment объявили, что Луна не продлила свой контракт с компанией.

## Личная жизнь

### Образование
В октябре 2011 года было подтверждено, что Луна была принята в Университет Чунан по специальности «Искусство театра».

### Благотворительность
В феврале 2017 года Луна выпустила коллекцию нижнего белья, доходы с продаж которой пошли в организацию, занимающуюся обеспечением матерей-одиночек и их семей в Южной Корее. Она также пожертвовала 14 тысяч гигиенических прокладок.

## Дискография

### Мини-альбомы
- Free Somebody (2016)

## Фильмография
| Год       |   | Русское название       | Оригинальное название      | Роль      |
| --------- | - | ---------------------- | -------------------------- | --------- |
| 2011—2012 | с | Жизнь аджуммы Бон Шиль | Saving Mrs. Go Bong-shil   | Со Ин Ён  |
| 2015      | с | Прыгунья               | Jumping Girl               | Нам Сан А |
| 2015      | ф | Человек-молния         | The Lightning Man's Secret | Хан На    |

### Мюзиклы
| Год     | Название             | Роль             | Примечание             |
| ------- | -------------------- | ---------------- | ---------------------- |
| 2010−11 | «Блондинка в законе» | Эль Вудс         | Корейская адаптация    |
| 2011    | «Гадкий койот»       | Вайолет Сэнфорд  | Корейская адаптация    |
| 2013    | «Классный мюзикл»    | Габриэлла Монтес | Корейская адаптация    |
| 2014    | «Школа Оз»           | Диана            | Голографический мюзикл |
| 2015−16 | «В высотах»          | Нина Росарио     | Корейская адаптация    |
| 2017    | «Ребекка»            | Я                | Корейская адаптация    |
| 2017−18 | «Последний поцелуй»  | Мария Вечера     | Корейская адаптация    |
| 2018    | «Унесённые ветром»   | Скарлетт О’Хара  | Корейская адаптация    |

## Награды и номинации
| Год  | Церемония                | Номинация                               | Что номинировано | Результат |
| ---- | ------------------------ | --------------------------------------- | ---------------- | --------- |
| 2010 | SBS Entertainment Awards | Лучший Новичок                          | Звёздный король  | Победа    |
| 2016 | Mnet Asian Music Awards  | Лучшее сольное танцевальное выступление | «Free Somebody»  | Номинация |
| 2016 | Mnet Asian Music Awards  | Песня Года                              | «Free Somebody»  | Номинация |